# Orka oceaniczna
Orka oceaniczna, orka, miecznik (Orcinus orca) – gatunek ssaka morskiego z rodziny  delfinowatych (Delphinidae). Taksonomia pozostaje kontrowersyjna, stwierdza się wiele różnych ekotypów znanych z Pacyfiku oraz Antarktydy, które są odrębne pod względem genetycznym, morfologicznym i ekologicznym, a od czerwca 2024 stwierdza się również trzy odrębne gatunki lub  podgatunki. Orka występuje na całym świecie i jest największym spośród delfinowatych – dorosłe samce mierzą do 980 cm długości. Spożywa ponad 140 gatunków stworzeń morskich, często odrębne odmiany geograficzne spożywają inne ofiary. Jest drapieżnikiem szczytowym. Waleń ten został zaliczony do kat. DD przez IUCN.

## Taksonomia
Gatunek po raz pierwszy zgodnie z zasadami nazewnictwa binominalnego opisał w 1758 roku szwedzki przyrodnik Karol Linneusz w swym przełomowym, 10 wydaniu dzieła Systema Naturae, nadając mu nazwę Delphinus orca. Typowe miejsce występowania to wschodnia część północnego Oceanu Atlantyckiego. Linneusz nie wskazał okazu typowego, swój opis oparł na pracach o orce wcześniejszych autorów.
Genetyczne, morfologiczne i ekologiczne dowody wskazują, że w północno-wschodnim Oceanie Spokojnym istnieją trzy ekotypy O. orca (osiadły, wędrowny i żyjący na pełnym morzu), które mogą być odrębnymi gatunkami lub podgatunkami. Dwa z nich, osiadły i wędrowny, zostały uznane w 2024 roku za odrębne gatunki lub podgatunki. Trzy odrębne ekotypy zostały również zidentyfikowane w wodach Antarktyki (typy A, B i C), które mogą odpowiadać domniemanym gatunkom zaproponowanym wcześniej w latach 80. XX wieku (O. nanus i O. glacialis); ostatnie badania molekularne silnie sugerują, że te trzy ekotypy uzasadniają wyznaczenie gatunków. Czwarty typ (typ D) został również nowo opisany z obszaru Nowej Zelandii.

### Podgatunki
Niektóre ujęcia systematyczne wyróżniają trzy istniejące podgatunki orki, natomiast inne traktują je jako odrębne gatunki; zachodzi potrzeba dalszych badań:
- O. orca orca (Linnaeus, 1758)
- O. orca ater (Cope, 1869)
- O. orca rectipinnus (Cope, 1869)

### Etymologia
- Orcinus: łac. orca „jakiś gatunek walenia”; przyrostek -inus „należący do, odnoszący się do”[48].
- orca: łac. orca „jakiś gatunek walenia”[48].

### Nazewnictwo zwyczajowe
W polskiej literaturze zoologicznej gatunek Orcinus orca był oznaczany nazwą „orka”. W wydanej w 2015 roku przez Muzeum i Instytut Zoologii Polskiej Akademii Nauk publikacji Polskie nazewnictwo ssaków świata gatunkowi nadano nazwę „orka oceaniczna”, rezerwując nazwę „orka” dla rodzaju tych waleni. Stosowana jest także nazwa „miecznik”, którą określany jest również włócznik (Xiphias gladius), inaczej ryba-miecz.

## Zasięg występowania
Orka oceaniczna jest najszerzej rozpowszechnionym ze wszystkich waleni, występując w prawie każdym środowisku morskim od równika do obu stref polarnych, w tym w wodach półzamkniętych, takich jak Morze Śródziemne, Morze Czerwone, Zatoka Perska, Zatoka Kalifornijska, Morze Ochockie, Morze Żółte, Morze Japońskie, Morze Czukockie, Morze Beauforta, Zatoka Świętego Wawrzyńca i Morze Rossa.

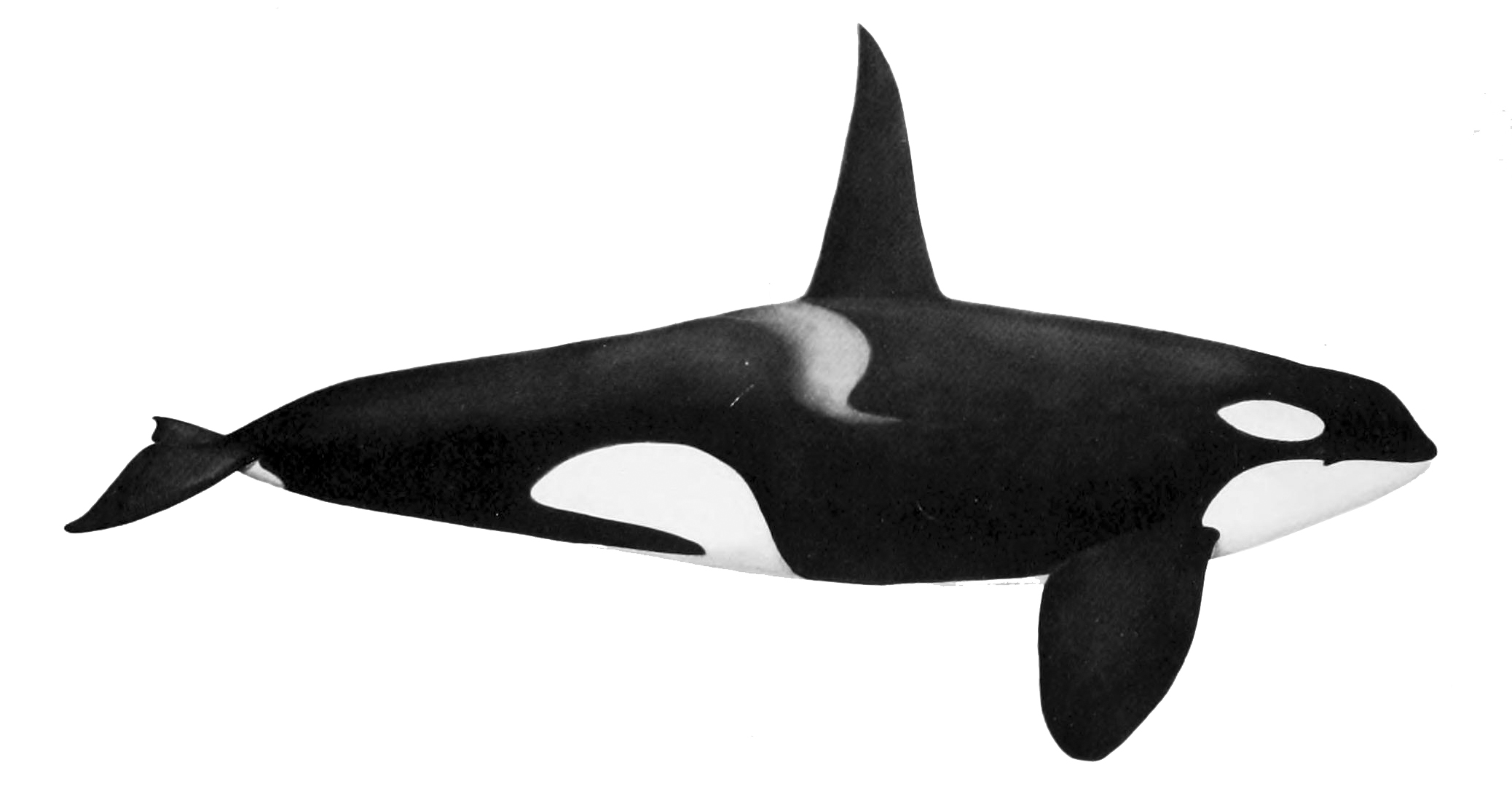

## Morfologia
Długość ciała samic do 770 cm, samców do 980 cm; masa ciała samic do 4700 kg, samców do 6600 kg. Noworodki osiągają długość ciała 210–260 cm przy ciężarze 160–180 kg. Największy przedstawiciel delfinowatych i najbardziej rozpoznawalny spośród wszystkich waleni. Głowa jest zaokrąglona i nie stwierdza się dzioba. Grzbiet czarny, jedynie za okiem biała plama i biaława plama za płetwą grzbietową. Plama za płetwą grzbietową u różnych populacji ma różne odcienie szarości i kształty. Spód ciała biały, połączony z białą łatą na boku. W uzębieniu górnym i dolnym mają po 10-12 par szpiczastych lekko zakrzywionych do tyłu zębów.
Orki mają największą proporcjonalnie płetwę grzbietową spośród wszystkich delfinów. Duże, charakterystycznie ubarwione zwierzę o silnie rozwiniętej płetwie grzbietowej (zwłaszcza u samców, u których dochodzi ona do 1,8 m) i długich, zaokrąglonych, wiosłowatych płetwach piersiowych (u samców powierzchnia płetwy znacznie większa – wykazuje więc silny dymorfizm płciowy). Uzębienie wtórnie homodontyczne.

## Ekologia
Rozród: ciąża trwa około 17-18 miesięcy, noworodek ma ok. 2 m długości, waży ok. 150-200 kg, karmiony przez matkę do ok. 2 miesięcy, samice orki przechodzą menopauzę i w wieku około 30-40 lat przestają się rozmnażać. Jedna samica orki, znana jako T046 urodziła cielę mając około 46 lat.
Długość życia: do 50-90 lat

### Społeczność orek

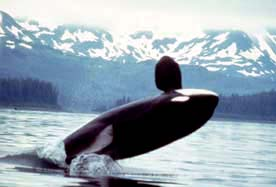
Charakterystyczny dla orek skok,
z upadkiem na bok

Orki są uważane za najbardziej społeczne walenie. Żyją w grupach 5-40 osobników przewodzonych przez najstarszą i najbardziej doświadczoną samicę. Stada zwykle składają się z przedstawicieli 3 pokoleń, matki, dorastających synów oraz córek i ich potomstwa. Kiedy samica umiera, samce rozpoczynają samotną wędrówkę, a córki wraz ze swoimi dziećmi tworzą nowe grupy, jednak nigdy nie zrywają łączących je więzi - wszystkie orki pochodzące z matrylinearnego rodu tworzą jeden klan, posługujący się wspólnym dialektem.
Każdy klan lub grupa kilku blisko spokrewnionych klanów posiada własny sposób komunikowania, przekazywany z pokolenia na pokolenie. Widoczna jest znaczna różnica między dialektami orek wędrownych a prowadzących osiadły styl życia.
Orki witają się często pocierając się nawzajem pyskami. W towarzystwie innych osobników wyskakują ponad wodę, lądując na plecach lub brzuchu.
Dwie najbardziej znane i najlepiej zbadane przez naukowców klanowe grupy orek to tzw. „Southern Resident(s)” i „Northern Resident(s)”, żyjące u zachodnich wybrzeży Ameryki Północnej na pograniczu Stanów Zjednoczonych i Kanady. Należą one do podgatunku O. orca ater. Żywią się one wyłącznie rybami. Są szczególnie znane z dobrych kontaktów z ludźmi i bardzo często obserwowane z bliska przez turystów czy kajakarzy, którym nigdy nie czynią krzywdy. Klan orek osiadłych południowych posiada trzy pomniejsze grupy: grupę J, grupę K oraz grupę L. Wszystkie trzy grupy często podróżują wspólnie. Na czas lipca 2024 roku cały klan liczy 73 osobników (grupa J - 25, grupa K - 15, grupa L - 33).
W przeciwieństwie do osiadłych, orki wędrowne żyją zwykle w mniejszych stadach po kilka osobników, ponieważ w przeciwieństwie do osiadłych polują na ssaki, które posiadają bardzo dobry słuch i łatwiej się płoszą przed większym stadem. Także jednak tworzą spokrewnione społeczności o wspólnym dialekcie i bywa, że na morzu łączą się w duże grupy celem polowania na wielkie walenie. Połączona grupa myśliwych może wówczas liczyć nawet kilkadziesiąt osobników. Również do polowań na delfiny, które należy osaczyć, zwykle łączą się co najmniej 2-3 stada orek.

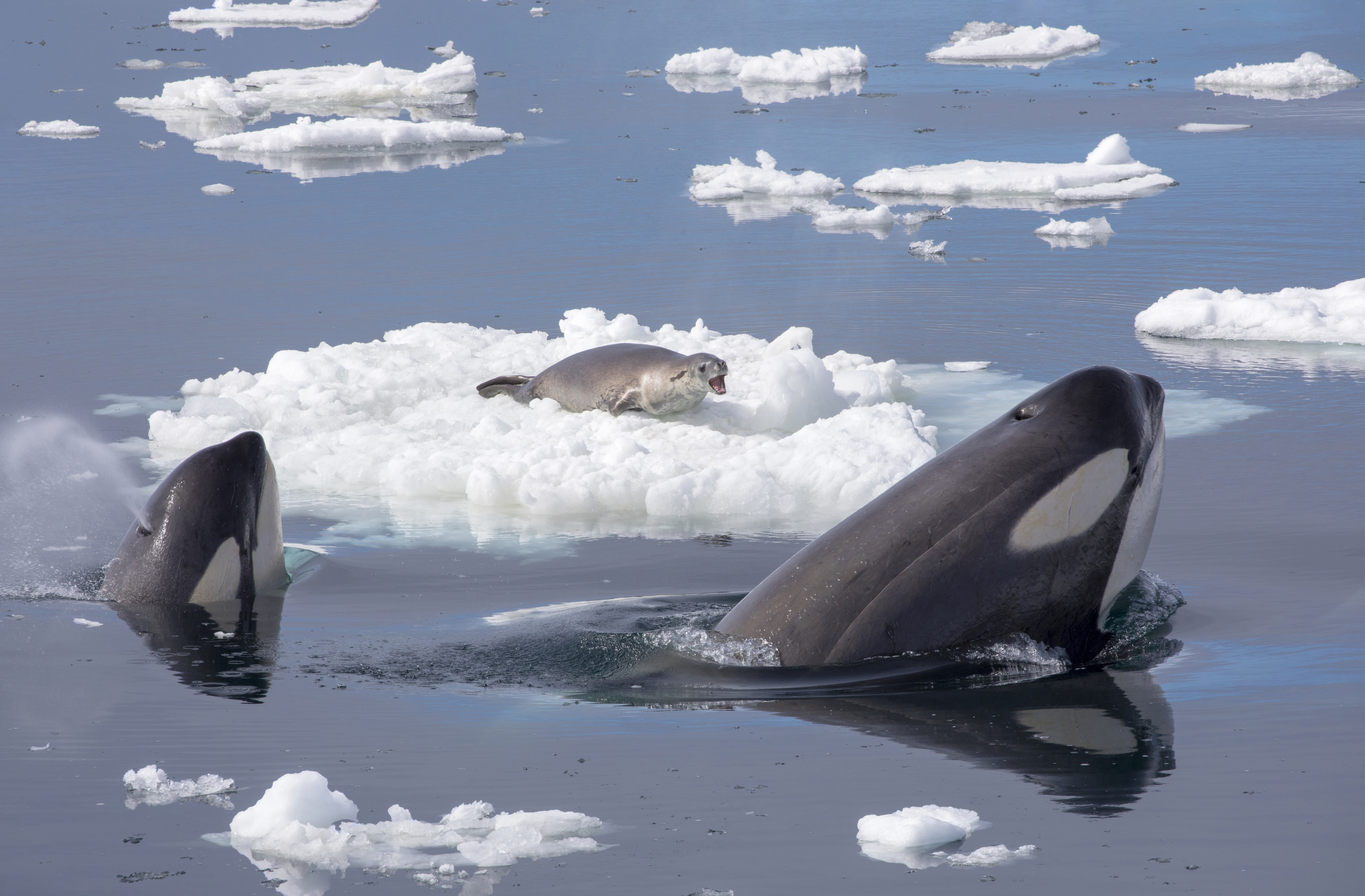
Polowanie orek na krabojada foczego

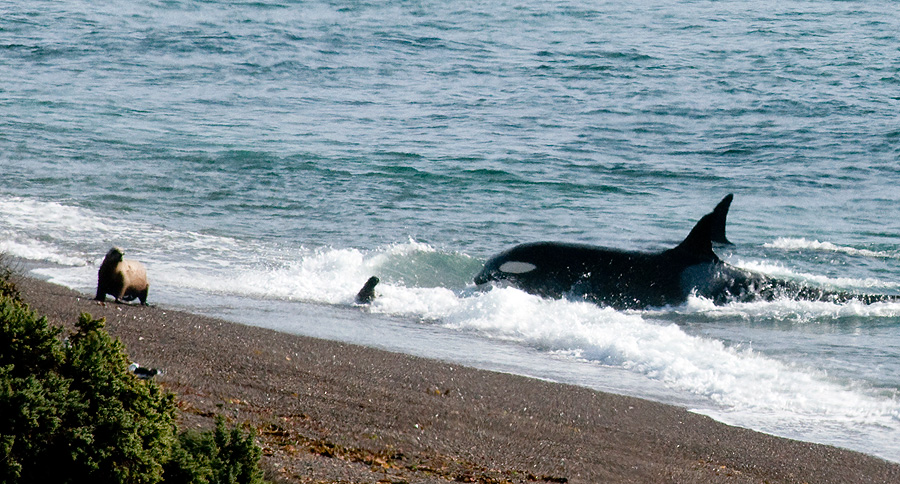
Orka wynurzająca się na plażę w celu złapania uchatki

### Pożywienie i polowanie
Orka jest drapieżnikiem szczytowym, generalistą o zróżnicowanej diecie. Trzeba jednak wspomnieć, że niektóre ekotypy orek specjalizują się w polowaniu na konkretne ofiary – przykładowo antarktyczne odmiany orek różnią się swą dietą (niektóre z nich odżywiają się płetwalowatymi oraz mirungami południowymi atakowanymi na otwartym morzu, inne konsumują wyłącznie foki żyjące na lodzie, a jeszcze inne pożywiają się pingwinami lub są ścisłymi rybożercami, jedzącymi antary patagońskie). Wśród ofiar wymienia się 140 gatunków zwierząt tj. małe i duże taksony ryb (w tym płaszczki czy rekiny), ptaków i ssaków morskich (poza słodkowodnymi delfinami oraz manatami), głowonogów oraz żółwi morskich; orka to jedyny waleń, który wyspecjalizował się w polowaniu na inne ssaki – w jej menu dopatrzono się 50 gatunków ssaków, takich jak walenie, płetwonogie, łasicowate, brzegowce, okazjonalnie nawet kopytne (mulak czarnoogonowy i łoś euroazjatycki) oraz niedźwiedziowate. Osiadłe orki z Pacyfiku odżywiają się głównie łososiami pacyficznymi, takimi jak zasobne w tłuszcz kiżucze (Oncorhynchus kisatsch) oraz czawycze (Oncorhynchus tschawytscha), pomijając liczniejsze (oraz mniejsze) nerki (O. nerka); populacje wędrowne (koczujące na tych samych obszarach) spożywają wyłącznie ssaki morskie, jak foki pospolite (Phoca vitulina), morświny zwyczajne (Phocaena phocaena), morświńce białopłetwe (Phocaenoides dalli), uchatki grzywiaste (Eumetopias jubatus), uszanki kalifornijskie (Zalophus californianus), mirungi północne (Mirounga angustirostris), delfinowce skośnozębne (Sagmatias obliquidens) oraz płetwale karłowate (Balaenoptera acutorostrata); dieta żyjącej na morzu odmiany nie jest dobrze poznana, ale obejmuje głównie halibuty pacyficzne (Hippoglossus stenolepis) oraz rekiny żarłaczowate. Orki zamieszkujące norweskie fiordy odżywiają się rybami z rodzaju Clupea, a te żyjące w okolicach Cieśniny Gibraltarskiej – tuńczykami pospolitymi (Thunnus thynnus). Orki z kanadyjskiej Grenlandii polują na białuchy arktyczne, narwale jednozębne (Monodon monoceros) i wale grenlandzkie (Balaena mysticetus). Orki z wybrzeży Kalifornii polują na cielęta pływacza szarego (Eschrichtius robustus), które migrują razem ze swymi matkami pierwszy raz w życiu. Duże stada są w stanie zaatakować dorosłe fiszbinowce lub kaszalota spermacetowego.
Stwierdza się szeroką gamę praktyk w celu zdobycia pożywienia – szarżują na brzeg, by schwytać płetwonogie, tworzą fale, by zepchnąć foki z kier i stosują różne techniki wymagające współpracy, aby skupić razem ryby (jak tuńczyki) i walenie. Gdy zasoby są bogate, orki spożywają wyłącznie język, tłuszcz i wargi. Norweskie orki używają taktyki zwanej carousel feeding – skupiają ławice śledzi w ciasną kulę, a następnie ogłuszają ryby i zbierają trafione osobniki. Z kolei te znane z Cieśniny Gibraltarskiej gonią przez ok. 30 minut tuńczyki do czasu, aż te się zmęczą. Orki w celu uśmiercenia płetwonogich taranują je, uderzają swą płetwą ogonową, a nawet skaczą na nie. Drapieżniki te mogą zaganiać morświny oraz delfiny do płytkich zatok, gdzie tam są łatwiejsze do uśmiercenia. W celu zabicia dużego walenia, część osobników ze stada chwyta płetwy ofiary, podczas gdy inne okazy starają się utrudnić oddychanie (poprzez gryzienie w okolicach nozdrzy). W celu pochwycenia mirung lub uchatek patagońskich (Otaria byronia) orki południowoamerykańskie wynurzają się na plażę; tę samą technikę stosują osobniki u wybrzeży Wysp Crozeta – co więcej, dorosłe osobniki uczą tej taktyki swego potomstwa.

### Orki i ludzie
Od roku 1965 można oglądać orki w delfinariach i parkach morskich. Do tego celu złapano już ponad 200 tych waleni żyjących na wolności. Od 1984 nie ma potrzeby polować na orki żyjące w naturalnych warunkach, gdyż młodsze, kolejne pokolenia orek rodzą się w niewoli.
Krytycy są zdania, iż mały basen w delfinarium nie jest w stanie zastąpić zwierzętom ich naturalnego środowiska. Większość orek żyjących w niewoli cierpi na różnego rodzaju choroby. Częstym zjawiskiem u orek w niewoli, zwłaszcza u samców, jest skrzywiona płetwa grzbietowa. Dzieje się tak dlatego iż płetwa grzbietowa składa się z tkanek miękkich, nie podtrzymywanych kością. Jeśli zwierzę przebywa ciągle w tym samym środowisku, bez większej różnicy temperatur i ciśnienia, ciągle na powierzchni wody (gdzie na płetwę silniej oddziałuje grawitacja) oraz kiedy z powodu braku miejsca wciąż pływa w kółko, płetwa wiotczeje, ulega zniekształceniu bądź zanika.
Innym niepokojącym zjawiskiem obserwowanym często u orek w niewoli jest ciągłe klapanie tylną płetwą o powierzchnię wody - oznaka niezadowolenia.
Na wolności orki nigdy nie atakowały ludzi, a zaobserwowane próby ataku, będące wynikiem pomyłek z naturalnymi ofiarami, nie dochodzą do skutku, gdyż orki szybko orientują się w popełnionym błędzie.
W delfinariach rzadko dochodzi do agresywnego zachowania orek wobec ludzi. Gdy do takiego ataku dojdzie to przypadki śmierci treserów w basenie są raczej przypadkowe.
U południowo-zachodnich wybrzeży Hiszpanii dochodzi do ataków na jachty i statki przez grupy orek.

## Status zagrożenia
W Czerwonej księdze gatunków zagrożonych Międzynarodowej Unii Ochrony Przyrody i Jej Zasobów został zaliczony do kategorii DD (ang. data deficient „brak danych”).